# 沙丘：第三部
《沙丘：第三部》（英語：Dune: Part Three）是一部2026年美國史詩科幻片，2024年電影《沙丘：第二部》的續集、《沙丘》電影系列第三部作品，改編自法蘭克·赫伯特的1969年小說《沙丘救世主》，由丹尼·維勒納夫執導，喬·斯派茨和維勒納夫共同編劇，提摩西·夏勒梅、辛蒂亞、佛蘿倫絲·普伊、傑森·摩莫亞和喬許·布洛林主演。
《沙丘：第三部》由華納兄弟影業排定2026年12月18日於美國上映。

## 演員
| 演員             | 角色            | 簡介                                               |
| ---------------- | --------------- | -------------------------------------------------- |
| 提摩西·夏勒梅    | 保羅·亞崔迪     | 亞崔迪家族公爵，又稱「摩阿迪巴」（Muad'Dib）和烏蘇爾（Usul）。 |
| 辛蒂亞           | 荃妮            | 弗瑞曼人，保羅的愛慕對象。                         |
| 佛蘿倫絲·普伊    | 伊若琅公主      | 帕迪沙皇帝的女兒，保羅的未婚妻。                   |
| 傑森·摩莫亞      | 鄧肯·艾德侯     | 亞崔迪家族的劍術大師，保羅的導師之一。             |
| 喬許·布洛林      | 葛尼·哈萊克     | 亞崔迪家族的武器大師，保羅的導師。                 |
| 諾加-沃夫·摩莫亞 | 雷托·亞崔迪二世 | 保羅和荃妮的兒子，珈尼瑪的雙胞胎哥哥。             |
| 艾達·布魯克      | 珈尼瑪·亞崔迪   | 保羅和荃妮的女兒，雷托的雙胞胎妹妹。               |

此外，羅伯·派汀森出演未公布的角色。

## 發展

### 製作
2011年，傳奇影業全球製作副總監瑪麗·帕倫和她的製片搭檔凱爾·波伊特成功獲得《沙丘》的改編版權。2016年11月，傳奇影業獲得《沙丘》系列的影視改編版權。丹尼·維勒納夫獲聘執導《沙丘》電影，後來傳奇影業與母公司華納兄弟影業達成製作協議，將電影改編成兩部電影。2021年9月，維勒納夫在威尼斯影展宣傳2021年電影《沙丘》期間表示，如果《沙丘》取得成功，他計劃拍攝一部改編自《沙丘救世主》的電影。2021年10月，當《沙丘：第二部》正式獲得綠燈製作時，維勒納夫重申希望製作改編自《沙丘救世主》的電影，並補充說《沙丘3》的製作可能取決於《沙丘：第二部》的成功。2022年3月，編劇喬·斯派茨證實，維勒納夫仍計劃拍攝《沙丘3》，同時也計劃開創《沙丘》衍生電視節目。2023年8月，維勒納夫透露已經開始動筆撰寫劇本，並於同年12月透露劇本快將完成。2024年1月，維勒納夫表示《沙丘3》將是他最後一部執導的《沙丘》電影。2024年3月，維勒納夫對製作《沙丘3》持謹慎態度，並表示只有《沙丘3》劇本比《沙丘：第二部》更優秀才會製作。2024年4月，確認傳奇影業和維勒納夫正在開發《沙丘3》。2024年6月，華納兄弟宣布一部由維勒納夫執導的電影將於2026年12月18日上映，《好萊塢報導》和《Deadline Hollywood》推測該片將是《沙丘3》。2025年7月，據報導片名由《沙丘救世主》（Dune Messiah）更名為《沙丘：第三部》（Dune: Part Three）。

### 選角
2025年3月，傑森·摩莫亞透露他將會回歸飾演鄧肯·艾德侯。2025年4月，據報導羅伯·派汀森有望參演，而提摩西·夏勒梅、辛蒂亞和佛蘿倫絲·普伊也確認回歸。有消息指出如果派汀森簽約，他將會飾演反派史凱特爾。2025年6月，宣布傑森·摩莫亞的兒子諾加-沃夫·摩莫亞（Nakoa-Wolf Momoa）和艾達·布魯克（Ida Brooke）將分別飾演雷托·亞崔迪二世和珈尼瑪·亞崔迪。2025年8月，喬許·布洛林確認回歸飾演葛尼·哈萊克，而《綜藝》證實派汀森加入演出陣容。

### 拍攝
《沙丘：救世主》於2025年7月7日在布達佩斯展開主要攝影。前期製作於2025年2月開始進行。拍攝最初預定於2026年開始進行。

## 音樂
2024年2月，漢斯·季默確認為電影配樂。

## 發行
《沙丘：救世主》由華納兄弟影業排定2026年12月18日於美國上映。

## 外部連結
- 互联网电影数据库（IMDb）上《沙丘：第三部》的资料（英文）